# Foyer d'enfants en France

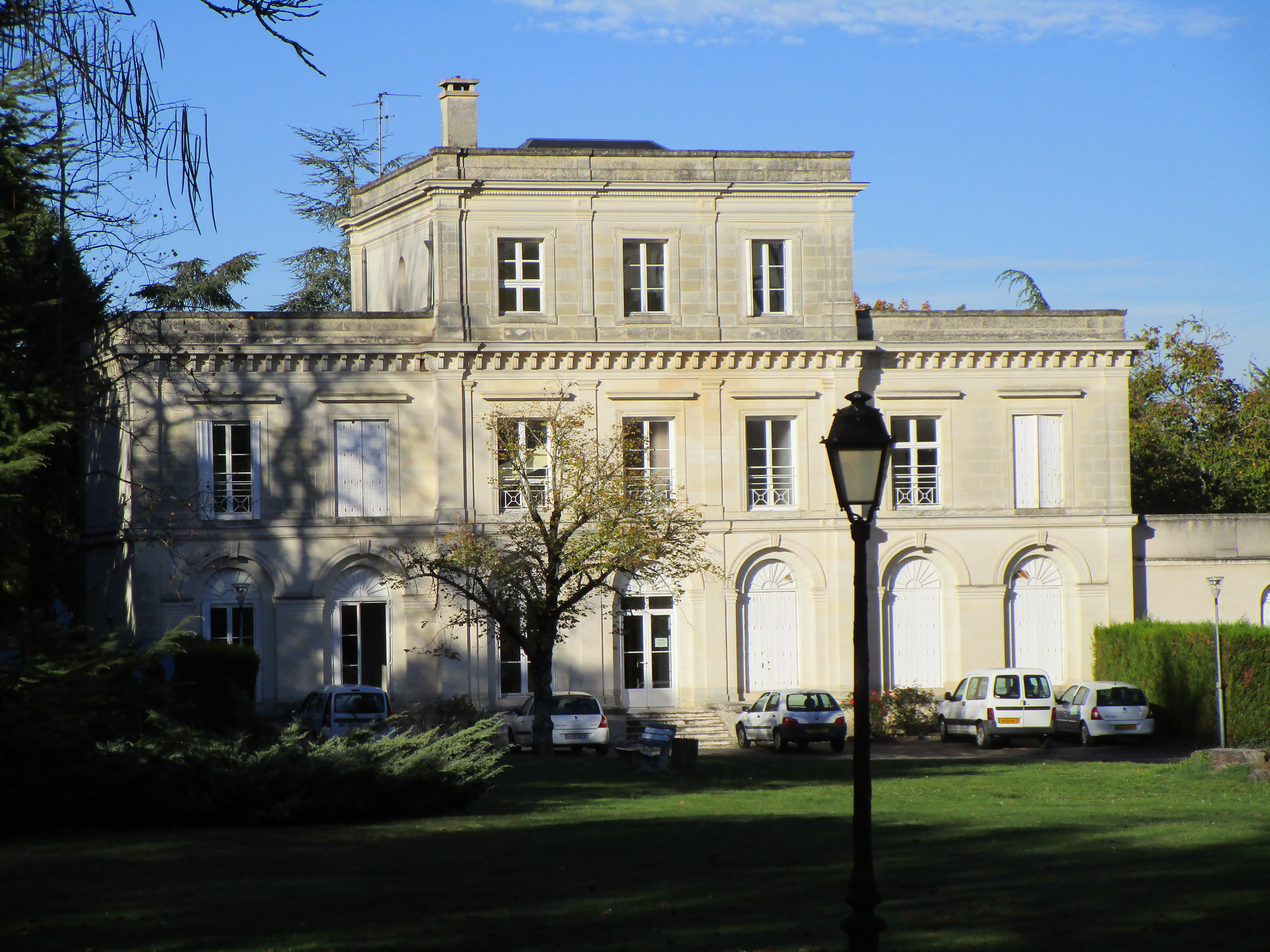
Maison d'enfants à caractère social à Tours, dans le quartier de la Bergeonnerie.

Les foyers d'enfants en France sont des établissements d'accueil avec hébergement de mineurs pris en charge dans le cadre de l'aide sociale à l'enfance française. Ils héritent des anciens orphelinats.
Ils font partie des établissements ou services sociaux ou médico-sociaux et sont de cinq types : les maisons d'enfants à caractère social (MECS), les foyers de l'enfance, les pouponnières à caractère social, les villages d'enfants et les lieux de vie et d'accueil.
Ils hébergent 55 000 enfants et adolescents fin 2012.
Ces établissements peuvent être gérés par une association loi de 1901, une fondation, ou bien peut être un établissement public. Ils sont financés par le Conseil Départemental par le biais du prix de journée ou d'un financement global pour certains établissements.
Cet accueil hébergement ou placement appelé « Accueil séquentiel » est par cet intitulé annoncé comme temporaire dans la plupart des cas. Il est de plus ou moins long terme selon les établissements.
L'accueil en foyers d'enfants existe conjointement avec l'accueil chez une ou un assistant familial, c'est-à-dire en famille d'accueil.

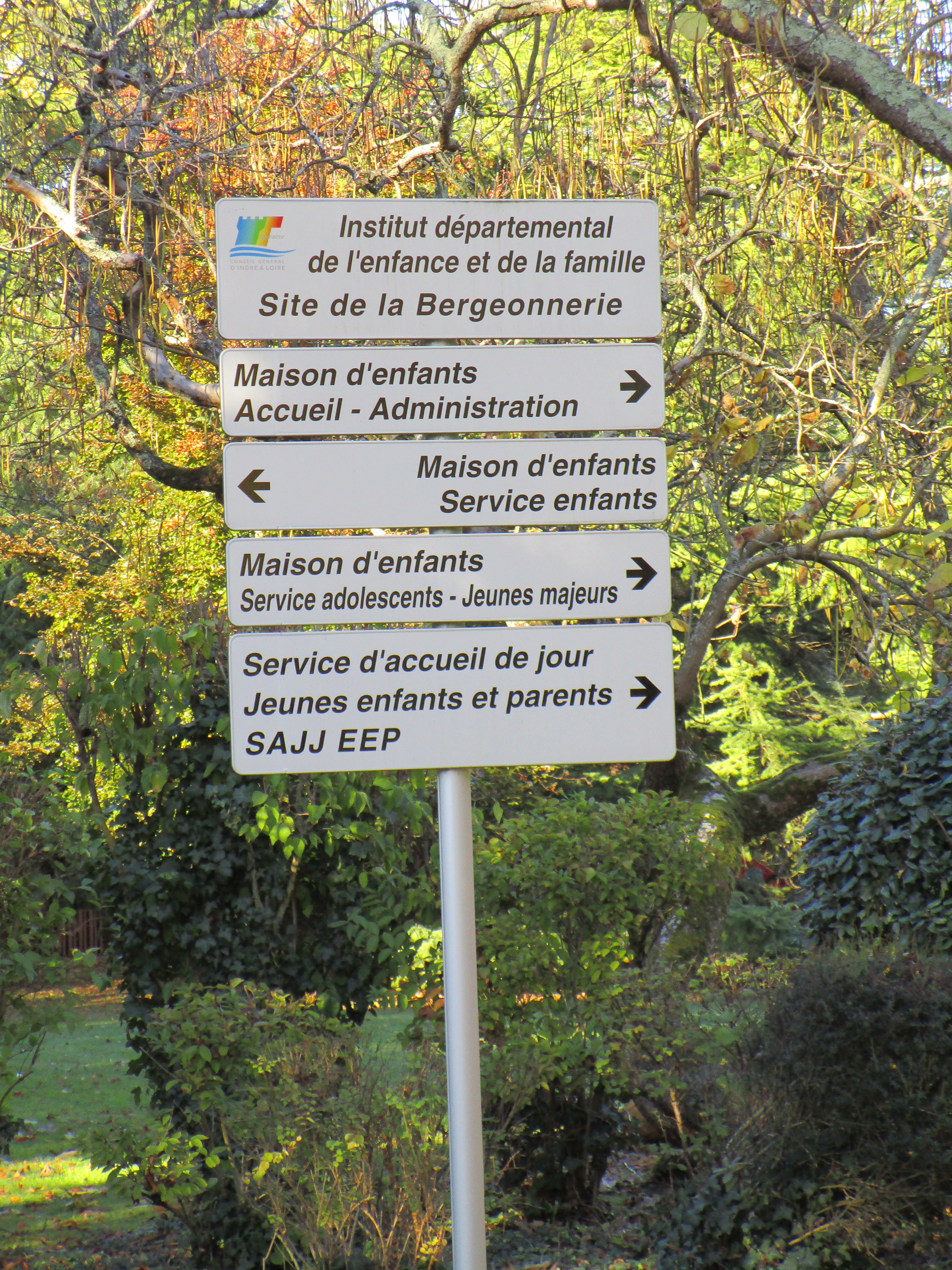
Site de l'institut départemental de l'enfance et de la famille à Tours, dans le quartier de la Bergeonnerie.

## Modalités du placement
Les mineurs hébergés par un foyer d'enfants relevant de l'aide sociale à l'enfance sont accueillis au titre de la protection de l'enfance (article 375 du Code civil) ou de la prévention de la délinquance (Ordonnance du 2 février 1945 sur l'enfance délinquante).
Le placement s'effectue selon les régimes de la protection administrative et de judiciaire. La protection judiciaire est décidée par le juge des enfants lorsque les mineurs sont en danger dans leur milieu actuel. Ils peuvent être alors confiés à un autre parent, à un tiers de confiance, à un établissement spécialisé ou à l’Aide sociale à l'enfance. La protection administrative dépend du conseil général. Les services qui participent, directement ou non, avec les lieux de placement sont le service départemental d'action sociale, le service départemental de la Protection maternelle et infantile et l'Aide sociale à l'enfance.

## Types d'établissements
Les foyers départementaux de l’enfance sont chargés de l'accueil, de l’observation et de l'orientation des mineurs selon les missions de l’Aide sociale à l'enfance. Très majoritairement gérés par les départements et au nombre de 199 selon le recensement de la Drees en 1997, la durée d'accueil est inférieure à trois mois pour la moitié des mineurs pris en charge, ce qui indique leur caractère d'urgence. 
Les maisons d'enfants à caractère social regroupent divers types d'établissements, couvrant les tranches d'âges du jeune enfant au jeune majeur. En 1998, 1126 maisons sont répertoriées pour un effectif de 41800 places. La moitié des enfants accueillis effectuent de courts séjours et retournent vivre dans leur famille.
Au 1er janvier 1998, 17 villages d'enfants sont répertoriés, dont 16 gérés par des associations et 10 reconnues d'intérêt public. Regroupant 6 à 10 maisons, ils sont destinés à reconstituer des repères familiaux pour des orphelins ou des mineurs n'ayant pas d'attache familiale stable ou appartenant à des fratries à ne pas dissocier. Ces structures accueillent aussi des enfants dont les profils se rapprochent de ceux des foyers et des MECS. Le pourcentage de longs séjours y est plus important que pour les autres : 30, 1 % y sont de plus de 5 ans,.
Les lieux de vie et d'accueil offrent une prise en charge familiale. Elles sont d'une capacité de 3 à 7 personnes, dix sous dérogation, et visent à faciliter l'insertion par un accompagnement quotidien et continu.
Les pouponnières à caractère social hébergent spécifiquement les enfants de moins de 3 ans ne nécessitant pas de soins médicaux. Elles sont parfois rattachés à un foyer de l'enfance.

## Histoire
Le placement des enfants dans un foyer prend son origine dans l’essor de l'assistance publique. Le statut de l’enfant assisté se construit progressivement à partir du XVIIIe siècle. Le droit à l'assistance pour les concitoyens indigents est inscrit dans l’article 21 de la Constitution du 24 juin 1793. Sous le Directoire, l'arrêté du 20 mars 1797, destiné à améliorer le sort des enfants pauvres et abandonnés, invite à privilégier les nourrices et les particuliers aux hospices civils considérés comme des lieux de placement temporaires. Le décret signé par Napoléon le 4 février 1805 instaure la tutelle administrative des enfants admis dans les hospices. Le 18 janvier 1811, le décret relatif aux enfants confiés à la charité publique indique que seuls les infirmes restent pris en charge après leur 12 ans, les autres étant mis en apprentissage. La loi du 27 juin 1904, dite « loi de police et de sûreté », délivre la fonction de l'assistance publique de la tutelle des communes et des hôpitaux. Le service des enfants assistés est alors administré par le préfet et financé par le conseil général (sauf dans les cas où les enfants ne sont domiciliés dans aucun département). Dès 1888 apparaissent des orphelinats spécialisés pour des enfants nécessitant une prise en charge spécifique en raison de leur comportement.
Il n'existe pas de filiation directe entre les hospices et les bureaux de bienfaisance municipaux recueillant les enfants retirés de leur famille au titre de la loi du 24 juillet 1889 sur la déchéance paternelle et les orphelinats relevant des œuvres privées laïques ou religieuses. Ces derniers prennent en charge des enfants indigents ou issus de familles désargentées. Ces structures, qui n'accueillent donc pas uniquement des orphelins, s'autofinancent, notamment par la pension versée par les parents ou le travail des pensionnaires. Leur fonctionnement est marqué par la philosophie de leur fondateur. Contrairement aux hospices, ils défendent souvent un projet d'enseignement et de formation professionnelle.

## Personnels
Les personnes travaillant en foyers d'enfants sont généralement des éducateurs spécialisés et des moniteurs-éducateurs diplômés ou en cours de formation, des Aides médico-psychologiques (AMP) ainsi que des surveillants/accompagnateur de nuiten secteur social, médico-social et sanitaire, détenteur d'un diplôme professionnel "CQP" de niveau 3 au RNCP (formation diplômante et majoritairement centrée sur l'accompagnement des personnes depuis l'évolution de la profession et la création du nouveau référentiel métier, du 11 mars 2020). 
Il est possible que des travailleurs sociaux titulaires d'autres diplômes soient engagés sur des postes éducatifs et d'accompagnement Conseiller en économie sociale et familiale (CESF), technicien de l'intervention sociale et familiale (TISF), assistant de service social, éducateur sportif, éducateurs de jeunes enfants, animateur socioculturel...).
Une association peut embaucher une personne non diplômée, faisant fonction avec le statut de "candidat élève éducateur non sélectionné", qui devra alors passer les concours d'entrée en formation dans les deux ans suivant son embauche. Toute personne remplissant une mission de l'Aide sociale à l'enfance (ASE) est tenue au secret professionnel. Les établissements peuvent également employer du personnel non éducatif : psychologue, secrétaire, cuisinier/cuisinière, directrice/directeur, maîtresse de maison, personnel d'entretien...

## Financement et coût
En France, la responsabilité de la protection de l'enfance revient entièrement aux départements depuis les lois de décentralisation de 2003.
En 2006, ils avaient dépensé un total de 5,4 milliards d'euros au titre de l'ASE. Ce total se répartit à peu près pour moitié entre les placements en établissement et les autres actions éducatives (Placement en familles d'accueil, aides et secours divers, AEMO, prévention spécialisée).
Les établissements privés sont financés par le biais du prix de journée : le département leur alloue une somme fixe par enfant accueilli et par jour. Variable selon les lieux et les structures, ce prix de journée est le fruit de négociations entre l'association gestionnaire et le conseil départemental. On peut considérer qu'il oscille autour de 150 euros.

## Responsabilité civile
La jurisprudence (en l'occurrence, Cour de cassation, Cour administrative d'appel et Conseil d'État) indique clairement que les parents d'un mineur accueilli au titre de l'ASE ne sont pas civilement responsables lorsque ce dernier cause des dommages à des tiers. Ainsi, pour un mineur en Accueil Provisoire, le Conseil d'état a jugé que :

« (...) la décision par laquelle le président du conseil général admet la prise en charge d'un mineur par le service de l'aide sociale à l'enfance du département a pour effet de transférer à ce dernier la responsabilité d'organiser, diriger et contrôler la vie du mineur pendant la durée de sa prise en charge. »

,
Ceci est valable y compris lorsque les parents continuent d'exercer l'autorité parentale, ce qui est le cas dans l'immense majorité des placements.
La responsabilité sans faute de l'établissement  (public ou privé) ou du service de l'ASE  est pleinement engagée, même dans le cas de dommages commis lors d'un retour temporaire du mineur chez ses parents. Les seules exceptions sont la faute de la victime ou le cas de force majeure.
Ceci implique qu'une MECS n'a par exemple aucun recours contre des dégradations commises en son sein par un des mineurs qu'elle accueille.